# Lacus
Lacus (plurale: lacūs) è un termine latino dal significato letterale di lago. È di uso comune in esogeologia per designare piccole pianure, generalmente più scure rispetto ai territori circostanti, presenti sulla superficie lunare, secondo un uso mutuato dall'astronomo italiano Giovanni Riccioli, cui va il merito di aver steso la prima mappa lunare mai realizzata.
Il termine è stato successivamente esteso anche ad altri tipi di oggetti: i laghi di idrocarburi su Titano scoperti dalla sonda Cassini e i depositi di azoto ghiacciato su Plutone.
Esistono inoltre alcune caratteristiche di albedo su Marte il cui nome comprende la parola lacus: Hyperboreus Lacus, Ismenius Lacus, Moeris Lacus, Niliacus Lacus, Phoenicis Lacus, Sithonius Lacus, Solis Lacus, Tithonius Lacus

## Sulla Luna
- Lacus Aestatis
- Lacus Autumni
- Lacus Bonitatis
- Lacus Doloris
- Lacus Excellentiae
- Lacus Felicitatis
- Lacus Gaudii
- Lacus Hiemalis
- Lacus Lenitatis
- Lacus Luxuriae
- Lacus Mortis
- Lacus Oblivionis
- Lacus Odii
- Lacus Perseverantiae
- Lacus Solitudinis
- Lacus Somniorum
- Lacus Spei
- Lacus Temporis
- Lacus Timoris
- Lacus Veris

## Su Titano
- Abaya Lacus
- Akmena Lacus
- Albano Lacus
- Annecy Lacus
- Arala Lacus
- Atitlán Lacus
- Balaton Lacus
- Bolsena Lacus
- Brienz Lacus
- Buada Lacus
- Cardiel Lacus
- Chapala Lacus
- Chilwa Lacus
- Cayuga Lacus
- Crveno Lacus
- Dem Lacus
- Dilolo Lacus
- Dridzis Lacus
- Enriquillo Lacus
- Feia Lacus
- Fena Lacus
- Fogo Lacus
- Freeman Lacus
- Gatun Lacus
- Grasmere Lacus
- Hammar Lacus
- Hlawga Lacus
- Ihotry Lacus
- Imogene Lacus
- Jingpo Lacus
- Junín Lacus
- Karakul Lacus
- Kayangan Lacus
- Kivu Lacus
- Koitere Lacus
- Ladoga Lacus
- Lagdo Lacus
- Lanao Lacus
- Letas Lacus
- Logtak Lacus
- Mackay Lacus
- Maracaibo Lacus
- Müggel Lacus
- Muzhwi Lacus
- Mweru Lacus
- Mývatn Lacus
- Neagh Lacus
- Negra Lacus
- Ohrid Lacus
- Olomega Lacus
- Oneida Lacus
- Ontario Lacus
- Phewa Lacus
- Pielinen Lacus
- Prespa Lacus
- Qinghai Lacus
- Quilotoa Lacus
- Robino Lacus
- Roca Lacus
- Rannoch Lacus
- Rukwa Lacus
- Rwegura Lacus
- Sarygamysh Lacus
- Sevan Lacus
- Shoji Lacus
- Sionascaig Lacus
- Sotonera Lacus
- Sparrow Lacus
- Suwa Lacus
- Synevyr Lacus
- Taupo Lacus
- Tengiz Lacus
- Tibi Lacus
- Toba Lacus
- Totak Lacus
- Towada Lacus
- Trichonida Lacus
- Tsomgo Lacus
- Urmia Lacus
- Uvs Lacus
- Vaca Lacus
- Van Lacus
- Vänern Lacus
- Viedma Lacus
- Waikare Lacus

- Weija Lacus
- Winnipeg Lacus
- Xolotlán Lacus
- Yessey Lacus
- Yojoa Lacus
- Ypoa Lacus
- Zaza Lacus
- Zub Lacus

## Su Plutone
- Alcyonia Lacus